# Tišina
Tišina (em húngaro:  Csendlak) é um município da Eslovênia. A sede do município fica na localidade de mesmo nome.